# Vallée du Bandama
Vallée du Bandama is een district van Ivoorkust. De districtshoofdstad is Bouaké. Het district heeft een oppervlakte van 28.518 vierkante kilometer en een inwonersaantal van anderhalf miljoen. Vallée du Bandama is centraal gelegen in Ivoorkust. 
Tot 2011 was het ook een van de negentien toenmalige bestuurlijke regio's van Ivoorkust. Toen werden twee nieuwe regio's gecreëerd binnen het district Vallée du Bandama: Hambol en Gbêkê.

## Grenzen
Als centraal gelegen district heeft Vallée du Bandama enkel grenzen met andere districten:
- Savanes in het noorden.
- Zanzan in het oosten.
- Lacs in het zuiden.
- Sassandra-Marahoué in het zuidwesten.
- Woroba in het westen.

## Departementen
De regio's binnen Vallée du Bandama zijn verder opgedeeld in zeven departementen:
- Gbêkê
  - Béoumi
  - Bouaké
  - Botro
  - Sakassou
- Hambol
  - Dabakala
  - Katiola
  - Niakaramandougou